# Cyklistika na Letních olympijských hrách 1904
Cyklistické soutěže na Letních olympijských hrách v St. Louis.

## Dráhová cyklistika

### Muži
| Kategorie | Zlato                                         | Stříbro                                          | Bronz                                            |
| --------- | --------------------------------------------- | ------------------------------------------------ | ------------------------------------------------ |
| 1/4 mile  | Marcus Hurley · Spojené státy americké (USA)  | Burton Downing · Spojené státy americké (USA)    | Teddy Billington · Spojené státy americké (USA)  |
| 1/3 mile  | Marcus Hurley · Spojené státy americké (USA)  | Burton Downing · Spojené státy americké (USA)    | Teddy Billington · Spojené státy americké (USA)  |
| 1/2 mile  | Marcus Hurley · Spojené státy americké (USA)  | Teddy Billington · Spojené státy americké (USA)  | Burton Downing · Spojené státy americké (USA)    |
| 1 mile    | Marcus Hurley · Spojené státy americké (USA)  | Burton Downing · Spojené státy americké (USA)    | Teddy Billington · Spojené státy americké (USA)  |
| 2 mile    | Burton Downing · Spojené státy americké (USA) | Oscar Goerke · Spojené státy americké (USA)      | Marcus Hurley · Spojené státy americké (USA)     |
| 5 mile    | Charles Schlee · Spojené státy americké (USA) | George E. Wiley · Spojené státy americké (USA)   | Arthur F. Andrews · Spojené státy americké (USA) |
| 25 mile   | Burton Downing · Spojené státy americké (USA) | Arthur F. Andrews · Spojené státy americké (USA) | George E. Wiley · Spojené státy americké (USA)   |

## Přehled medailí
| Pořadí | Země                   | Zlato | Stříbro | Bronz | Celkově |
| ------ | ---------------------- | ----- | ------- | ----- | ------- |
| 1.     | Spojené státy americké | 7     | 7       | 7     | 21      |